# Thibaud de Sancerre
Thibaud de Sancerre (vers 1280 - vers 1334, évêque de Tournai, archidiacre de Bourges, seigneur de Sagonne et de Villebon jusqu'en 1321, fils du comte Jean Ier de Sancerre et de Marie de Vierzon.

## Biographie
Thibaud de Sancerre embrasse dès 1295 une carrière ecclésiastique et juridique. Il est clerc du roi en la fonction de chantre du chapitre cathédral d'Orléans de 1302 et 1307 puis archidiacre dans celui de Bourges entre 1307 et 1324.
Le 11 juin 1317, un Arrêt entre le procureur du roi, maître Thibaud  de  Sancerre, archidiacre  de  Bourges, et Louis  de  Sancerre, chevalier, son  frère cadet, d'une  part, et  le  procureur  de  Louis  de  Flandre, soi-disant comte  de  Nevers, au  sujet  de  quelques  biens  meubles (pie  lesdits  frères  avaient  dans  leur  manoir  de Coudrai  (de  Godreto), et  qui  avaient  été  saisis  par les  gens  dudit  comte.
En 1321, Thibaud revendit la seigneurie de Sagonne à son frère cadet Louis contre 10 000 livres tournois.
Thibaud fit également par testament dotation à l'église et au couvent des Frères Prêcheurs de Bourges.
Thibaud est nommé évêque de Tournai en 1333.
Il décède probablement début 1334.
Le 31 mars 1334, un accord sur sa succession est signé entre son frère Louis de Sancerre, seigneur de Sagonne et de Charpigny, et Louis, comte de Sancerre.
Au XIVe siècle, le comte Thibaud de Sancerre donna, dans un beau reliquaire d'argent, le cœur de Saint-Vincent, patron des vignerons, à l'église de Dun-le-Roi, brulé par les calvinistes en 1562.